# 平本蓮
平本 蓮（ひらもと れん、1998年6月27日 – ）は、日本の男性総合格闘家、キックボクサー。東京都足立区出身。剛毅會所属。2023年に格闘家チーム「BLACK ROSE」（ブラックローズ）を結成。弟は総合格闘家の平本丈。

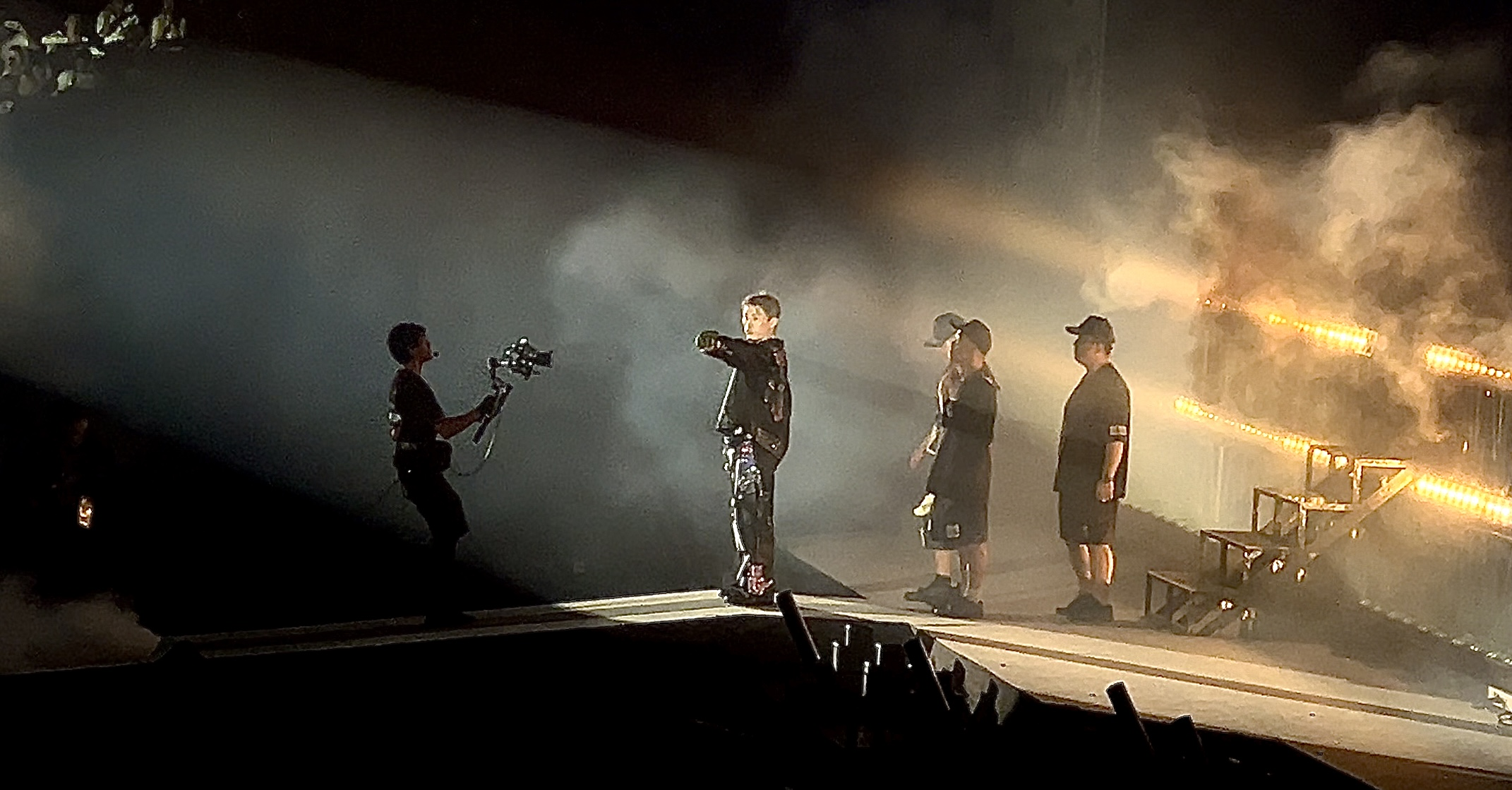
入場時の平本蓮（2024年7月28日、超RIZIN.3

## 来歴
ボクシング経験のある父の勧めで小学生の時にキックボクシングを始め、12歳の時に全国U-15ジュニアボクシング大会で優勝。K-1が下火になり消滅したことで一時はボクシングへの転向を考えるが、中国と韓国の実業家からK-1の権利を借りて運営する新生K-1という新たな団体が誕生したことで目標が定まり転向を思いとどまった。
2014年11月3日、K-1 WORLD GPの旗揚げ戦で行われたK-1甲子園2014 -65kgに高校1年生で出場し、決勝で佐野天馬に勝利し優勝。

### キックボクシング
2015年1月18日に開催された「K-1 WORLD GP 2015 〜-60kg初代王座決定トーナメント〜」でキックボクサーとしてプロデビュー。石川祐樹にKO勝利。
2015年9月22日に開催された「K-1 WORLD GP 2015 IN JAPAN～SURVIVAL WARS～」のメインイベントで木村ミノルと対戦し、2ラウンド目にダウンを奪われ判定負け。
2016年にKrushで行われた「第4代Krush -63kg王座決定トーナメント」に際して階級を-63kg級に変更し、同トーナメントに出場。1回戦で原田ヨシキにKO勝ち、準決勝で泰斗からダウンを奪って3-0の判定勝ち、決勝では佐々木大蔵に判定0-2で敗北。
2017年2月25日、K-1 WORLD GP 初代ライト級王座決定トーナメントに出場。1回戦でブリース・デルバールと対戦し判定勝ち。準決勝でゴンナパー・ウィラサクレックと対戦し、2度ダウンを奪いKO勝ち。決勝ではウェイ・ルイと対戦し、ローキックを中心とした組み立てで互角の戦いを見せるが判定1-2で敗北。
2017年11月23日、「K-1 WORLD GP 2017 JAPAN ～初代ヘビー級王座決定トーナメント～」で階級をスーパーライト級（-65kg）に戻し、佐々木大蔵と再戦。試合中盤は苦しい展開となるが、3Rに右ストレートでダウンを奪うと、さらに右フックで2度目のダウンを奪い判定勝ち。
2018年3月21日に開催された「K-1 WORLD GP 2018 JAPAN ～K’FESTA.1～」でK-1 WORLD GPスーパー・ライト級初代王者のゲーオ・ウィラサクレックと対戦し、2Rに左フックからの右ストレートでダウンを奪うと、さらに左フックでダウンを奪ってKO勝利。
2019年11月1日、K-1の契約とK-1所属ジム契約が終わりフリーになったことを自身の公式SNSで報告した。
2019年12月29日、BELLATOR JAPAN内のRIZIN提供試合で芦田崇宏と対戦し、TKO勝利。試合後のマイクでは「（K-1の契約縛りで）しばらく試合できない期間があって、このまま一生試合できないんじゃないかと思った。これからはRIZINの看板選手になれるように頑張ります」と泣きながら話した。試合前インタビューでは総合格闘技への転向を見越して総合の練習をしていたことを明かした。
2020年8月、RIZIN公式YouTubeチャンネルの生放送番組『榊原信行に呼び出されました』に出演し、「キックボクシングは終わる。この先絶対。先が無い」「キックをアメリカで流行らせるのは絶対に無理だし、どんなにキックで凄い選手になったとしても、どれだけキックを頑張っても、レクリエーションタイム(前座や余興)にしかならない」、「キック界は潰れる。現実的にキックは選手が金銭的にも続けられるかどうかすら分からない」などとキック業界の問題点を話すと共に、「ボクシングよりキックが面白い。でも総合格闘技が一番面白い。もっと早く総合をやればよかった。もうキックはやらないです。次から総合格闘技をやります」と話し、総合格闘家への転向を発表した。

### 総合格闘技
2020年12月31日に開催されたRIZIN.26で総合格闘家としてデビュー。萩原京平と対戦し、2Rにマウントポジションからパンチの連打を浴びせられると陣営からタオルが投入されTKO負け。試合前から両者は舌戦を繰り広げていた。萩原の膝蹴りを受けて額の頭蓋骨を陥没骨折していたが、「会場で救急車を呼ぶのが恥ずかしくて自宅から自分で救急車を呼んで入院した。初めて初日の出を病院で迎えた。人生でこんな敗北感を味わったのは初めてで本当に悔しかった」と話した。
2022年3月6日に開催されたRIZIN LANDMARK vol.2で鈴木千裕と対戦し、1R早々の打ち合いでフラッシュダウンを奪われるなど劣勢な展開が続き、0-3の判定負け。
2022年7月2日に開催されたRIZIN.36で鈴木博昭と対戦し、2-1の判定勝ち。
2022年11月6日に開催されたRIZIN LANDMARK 4で弥益ドミネーター聡志と70kg契約で対戦。試合の1週間ほど前に契約体重の変更を依頼し、弥益同意のもと、契約体重が66kgから70kgに変更となった。弥益のテイクダウンを防いで打撃を当て、3-0の判定勝ち。
2022年12月31日に開催されたRIZIN.40で梅野源治と3分2Rボクシングルールのエキシビションマッチを行った。
2023年4月29日に開催されたRIZIN LANDMARK 5で斎藤裕と対戦し、再三のテイクダウンを凌ぐも攻撃に転じることが出来ず、1-2の判定負け。
2023年12月31日に開催されたRIZIN.45でYA-MANと対戦し、判定3-0で勝利。
2024年7月28日に開催された超RIZIN.3で行われたRIZIN LMS(Last Man Standing)王座決定戦で朝倉未来と対戦し、左ストレートでダウンを奪いパウンドで1RTKO勝ち。LMSベルトを獲得し、キャリア初のベルト獲得となった。LMS王座についてRIZINは、特別なワンマッチの勝者にそのたびに送られるものであり、タイトル防衛戦は現時点では無く正式なタイトルでは無いと説明した。

## BLACK ROSE
2023年12月10日に行われた「RIZIN.45」の追加対戦カード発表会見に登場した篠塚辰樹、安保瑠輝也、平本丈に三浦孝太も合流する形で格闘家チーム・BLACK ROSE（ブラックローズ）を結成。「RIZINを盛り上げたい」という目的で結成され、平本兄弟と篠塚が所属するジム「剛毅會」の練習に安保と三浦も参加するなどしていた。同月22日には新橋のSL広場で緊急決起集会を開催。
2024年4月に安保はJAPAN TOP TEAMに打撃コーチとして参加し、6月にはBreakingDownでスダリオ剛と試合を行った。また、安保の弟子であるジョリーは「BLACK ROSEをつぶしたいなと思ってる」「平本丈、三浦孝太……BLACK ROSE狩りをしたいですね」と話した。
2024年9月8日に篠塚はXでBLACK ROSEの解散を発表。
2024年12月14日にK-1が開催した「K‐1 WORLD GP 2024 IN TOKYO」の休憩時間に篠塚とともに登場し、同月31日に開催される「RIZIN DECADE」で朝倉未来が計画している対抗戦に乱入する意思を表明。これに参加するK-1選手を募ると朝久泰央が名乗りを上げ、「僕もBLACK ROSEでRIZINとバカ野郎どもをブッ殺しにいこうと思います！」と宣言。同月22日に「RIZIN DECADE」の追加対戦カード発表記者会見が行われ、朝倉率いる「BreakingDown軍」との対抗戦『雷神番外地』が行われることが発表された。なお、平本はインフルエンザで会見を欠席した。BLACK ROSE選抜の選手として赤田プレイボイ功輝、黒薔薇くん（鈴木博昭）、朝久、三浦、篠塚、宇佐美正パトリックの出場が発表された。安保は「BreakingDown軍」の選手として出場することを表明し、BLACK ROSEについて以下のように発言した。
31日に行われた「BreakingDown軍」との対抗戦『雷神番外地』は、3勝4敗で負け越した。2025年1月4日、SNSで「1月2日をもちましてBLACKROSEは”一旦”解散です」と発表。同年3月に溝口司がBLACK ROSEに加入。4月19日にRIZINのファンイベントに篠塚、平本丈とともにBLACK ROSEのメンバーとして登場。
2025年5月2日にRIZIN公式YouTubeチャンネルの生配信に出演した篠塚が赤田の脱退を発表。6月22日には赤田が同年7月にBreakingDownが開催する「BreakingDown16」に出場すること、BLACK ROSEを脱退したことを朝倉未来の公式YouTubeチャンネルで公開された緊急会見動画で発表。赤田は会見で「ブラックローズぶっ潰したい」「この世界の変な権力を持っているやつらを、己の拳で全部撲滅する」などと話した。
同日深夜にインスタライブで赤田の脱退の経緯について明かし、赤田は国外で試合がしたいという要望から師匠である剛毅會の岩崎達也を頼り、韓国の総合格闘技団体「ブラックコンバット」と契約直前までこぎつけたが、赤田の都合で契約が破綻になったと話した。また、赤田からBreakingDownに出場したいことを伝えられ、「ブレイキングダウンに出るということはチームの考えと反するので、剛毅會を抜けたいと思います」との申し出があったと話した。赤田の脱退については、「まあ、触れないでおこうかなって思ったんすけど、さすがに…。すごいやつっすよ。先生も悲しんでたからね。みなさんでぜひ、適当に騒いでください。僕はどうでもいいので。さようなら」と話した。

## 人物
「ファイトマネーで稼ぐことが戦う上での一番のモチベーション」、「プロは稼いでなんぼ」、「（副業やスポンサーから貰うお金ではなく）ファイトマネーで稼ぐ。格闘家としてこれほどカッコいいものはない」と語る。この発言の中で、2024年時点の自身のRIZINのファイトマネーについて触れており、「UFCの王者クラスより遥かに高い額です。世界中の総合格闘家で俺の今回のファイトマネーほど貰っている奴はいるのかよ？っていう額です。自分を誇らしいですよ」と語っている。正確な額は明かしていないが、平本がその高額ファイトマネーを受け取った超RIZIN.3とほぼ同じ数だけPPVが売れた、RIZIN企画・運営のTHE MATCHでメインの2選手のファイトマネーが数億円前後+PPVボーナスだったことから、それと同じ額（数億円+PPVボーナス）ではないかと推測されるような高額ファイトマネーをRIZINから受け取っていることを明かしている。
憧れの選手として、魔裟斗やゲーオ・ウィラサクレックの名前を挙げている。のちに魔裟斗に関しては、「それは高校1年の頃の話。20歳を越えた頃から色々気付いてきて、魔裟斗をだんだん嫌いになった。シンプルに魔裟斗は見る目が無い。予想も毎回外す」「技術面もライバルの佐藤嘉洋選手の方が上手かった。魔裟斗を崇める必要なんて無い。なんであんなに偉そうなのか。この前会った時に、刺青入れすぎ、と言われたのでムカついて無視した。もうアイツのことはどうでもいい」と発言した。

### 人物・密着動画
- RIZIN公式YouTubeチャンネル、平本蓮の密着動画『Preparation』(2020) [映像 2]
- RIZIN公式YouTubeチャンネル、榊原信行CEOの生放送トーク番組 ゲスト：平本蓮（2020）[映像 1]

## 戦績

### プロ総合格闘技
| 総合格闘技 戦績 | 総合格闘技 戦績 | 総合格闘技 戦績 | 総合格闘技 戦績 | 総合格闘技 戦績 | 総合格闘技 戦績 | 総合格闘技 戦績 |
| --------------- | --------------- | --------------- | --------------- | --------------- | --------------- | --------------- |
| 7 試合          | (T)KO           | 一本            | 判定            | その他          | 引き分け        | 無効試合        |
| 4 勝            | 1               | 0               | 3               | 0               | 0               | 0               |
| 3 敗            | 1               | 0               | 2               | 0               | 0               | 0               |

| 勝敗 | 対戦相手             | 試合結果                             | 大会名                                    | 開催年月日     |
| ○    | 朝倉未来             | 1R 2:18 TKO（左ストレート→パウンド） | 超RIZIN.3 【LMSフェザー級タイトルマッチ】 | 2024年7月28日  |
| ○    | YA-MAN               | 5分3R終了 判定3-0                    | RIZIN.45                                  | 2023年12月31日 |
| ×    | 斎藤裕               | 5分3R終了 判定1-2                    | RIZIN LANDMARK 5                          | 2023年4月29日  |
| ○    | 弥益ドミネーター聡志 | 5分3R終了 判定3-0                    | RIZIN LANDMARK 4                          | 2022年11月6日  |
| ○    | 鈴木博昭             | 5分3R終了 判定2-1                    | RIZIN.36                                  | 2022年7月2日   |
| ×    | 鈴木千裕             | 5分3R終了 判定0-3                    | RIZIN LANDMARK vol.2                      | 2022年3月6日   |
| ×    | 萩原京平             | 2R 1:29 TKO（グラウンドパンチ）      | RIZIN.26                                  | 2020年12月31日 |

### プロキックボクシング
| キックボクシング 戦績 | キックボクシング 戦績 | キックボクシング 戦績 | キックボクシング 戦績 | キックボクシング 戦績 | キックボクシング 戦績 | キックボクシング 戦績 |
| --------------------- | --------------------- | --------------------- | --------------------- | --------------------- | --------------------- | --------------------- |
| 15 試合               | (T)KO                 | 判定                  | その他                | 引き分け              | 無効試合              |                       |
| 11 勝                 | 6                     | 5                     | 0                     | 0                     | 0                     |                       |
| 4 敗                  | 0                     | 4                     | 0                     | 0                     | 0                     |                       |

| 勝敗 | 対戦相手                     | 試合結果                                | 大会名                                                                          | 開催年月日     |
| ○    | 芦田崇宏                     | 1R 2分45秒 TKO（3ダウン：右ストレート） | BELLATOR JAPAN                                                                  | 2019年12月29日 |
| ○    | ゲーオ・ウィラサクレック     | 2R 2分18秒 KO（左フック）               | K-1 WORLD GP 2018 JAPAN ～K’FESTA.1～                                           | 2018年3月21日  |
| ○    | 佐々木大蔵                   | 3R終了 判定3-0                          | K-1 WORLD GP 2017 JAPAN                                                         | 2017年11月23日 |
| ○    | ウマル・パスハエフ           | 3R終了 判定3-0                          | K-1 WORLD GP 2017 JAPAN                                                         | 2017年06月18日 |
| ×    | ウェイ・ルイ                 | 3R終了 判定1-2                          | K-1 WORLD GP 2017 JAPAN 【K-1 WORLD GP 初代ライト級王座決定トーナメント決勝戦】 | 2017年2月25日  |
| ○    | ゴンナパー・ウィラサクレック | 1R 1分14秒 KO（2ダウン：左ストレート）  | K-1 WORLD GP 2017 JAPAN 【K-1 WORLD GP 初代ライト級王座決定トーナメント準決勝】 | 2017年2月25日  |
| ○    | ブリース・デルバール         | 3R終了 判定2-0                          | K-1 WORLD GP 2017 JAPAN 【K-1 WORLD GP 初代ライト級王座決定トーナメント1回戦】  | 2017年2月25日  |
| ×    | 佐々木大蔵                   | 3R終了 判定0-2                          | Krush.66 【第4代Krush -63kg王座決定トーナメント決勝戦】                         | 2016年6月12日  |
| ○    | 泰斗                         | 3R終了 判定3-0                          | Krush.64 【第4代Krush -63kg王座決定トーナメント準決勝】                         | 2016年3月20日  |
| ○    | 原田ヨシキ                   | 2R 1分11秒 KO（左フック）               | Krush.62 【第4代Krush -63kg王座決定トーナメント1回戦】                          | 2016年1月17日  |
| ×    | マサロ・グランダー           | 3R終了 判定0-2                          | K-1 WORLD GP 2015 IN JAPAN 〜THE CHAMPIONSHIP〜                                 | 2015年11月21日 |
| ×    | 木村ミノル                   | 3R終了 判定0-3                          | K-1 WORLD GP 2015 〜SURVIVAL WARS〜                                             | 2015年9月22日  |
| ○    | 野口陽平                     | 3R終了 判定3-0                          | K-1 WORLD GP 2015                                                               | 2015年7月4日   |
| ○    | 飯塚祐己                     | 1R 1分40秒 KO（右ストレート）           | K-1 WORLD GP 2015 〜-55kg初代王座決定トーナメント〜                             | 2015年4月19日  |
| ○    | 石川祐樹                     | 1R 1分25秒 KO（左フック）               | K-1 WORLD GP 2015 〜-60kg初代王座決定トーナメント〜                             | 2015年1月18日  |

### エキシビション
| 勝敗 | 対戦相手 | 試合結果           | 大会名   | 開催年月日     |
| △    | 梅野源治 | 3分2R終了 判定なし | RIZIN.40 | 2022年12月31日 |
| △    | 近藤魁成 | 2分3R終了 判定なし | Krush.92 | 2018年8月18日  |

## 入場曲
- 「日曜日よりの使者」（THE HIGH-LOWS）
- 「TRAIN-TRAIN」（THE BLUE HEARTS)
- 「リンダリンダ」（THE BLUE HEARTS)
- 「Champion Road」（CHEHON)
- 「SICKO MODE」（Travis Scott）
- 「人にやさしく」（THE BLUE HEARTS）
- 「7 rings」（Ariana Grande）
- 「MELTDOWN」（Travis Scott）

## 獲得タイトル
総合格闘技
- LMSフェザー級王座（2024年）

キックボクシング
- WINDY SUPER FIGHT 40kg級王座（2009年）
- KAMINARIMON 40kg級王座（2010年）
- WINDY SUPER FIGHT 45kg級王座（2010年）
- M-1ジュニア45kg級王座（2010年）
- M-1ジュニア55kg級王座（2011年）
- 第2回 J-NETWORKアマチュアチャンピオンシップトーナメント Aリーグ ウェルター級 優勝（2013年）
- K-1甲子園2014 -65kg 優勝（2014年）
- K-1 WORLD GP 初代ライト級王座決定トーナメント準優勝   (2017年)

ボクシング
- 全国U-15ジュニアボクシング大会優勝（2010年）

#### 試合映像
1. ↑  『【試合映像】萩原京平 vs. 平本蓮 / Kyohei Hagiwara vs. Ren Hiramoto - RIZIN.26』2020年。
2. ↑  『【試合映像】鈴木千裕 vs. 平本蓮 / Chihiro Suzuki vs. Ren Hiramoto - RIZIN LANDMARK vol.2』2022年。
3. ↑  『【試合映像】弥益ドミネーター聡志 vs. 平本蓮 / Satoshi“Dominator”Yamasu vs. Ren Hiramoto - RIZIN LANDMARK 4』2022年。
4. ↑  『【試合映像】 平本蓮 vs. 梅野源治 / Ren Hiramoto vs. Genji Umeno - RIZIN.40』2022年。
5. ↑  『【試合映像】斎藤裕 vs. 平本蓮 / Yutaka Saito vs. Ren Hiramoto - RIZIN LANDMARK 5』2023年。
6. ↑  『【試合映像】平本蓮 vs. YA-MAN / Ren Hiramoto vs. YA-MAN - RIZIN.45』RIZIN公式YouTubeチャンネル、2023年。
7. ↑  『【Special Ring Side】会場リングサイド目線で見る「平本蓮 vs. YA-MAN」 RIZIN.45 （公式会場映像）』RIZIN公式YouTubeチャンネル、2023年。
8. ↑  『【試合映像】朝倉未来 vs. 平本蓮 / Mikuru Asakura vs. Ren Hiramoto - 超RIZIN.3』RIZIN公式YouTubeチャンネル、2024年。

#### 補足映像
1. ↑  『【番組】RIZIN CONFESSIONS #64（※試合映像＆平本蓮と萩原京平による試合振り返りドキュメンタリー番組）』2020年。
2. ↑  『【番組】RIZIN CONFESSIONS #93（※試合映像＆平本蓮と鈴木千裕による試合振り返りドキュメンタリー番組）』2021年。
3. ↑  『【番組】RIZIN CONFESSIONS #103（※番組内で試合映像＆平本蓮と鈴木博昭による試合振り返りドキュメンタリー番組）』RIZIN公式YouTubeチャンネル、2022年。
4. ↑  『【番組】RIZIN CONFESSIONS #110（※試合映像＆平本蓮と弥益ドミネーター聡志による試合振り返りドキュメンタリー番組）』2022年。
5. ↑  『【番組】RIZIN CONFESSIONS #116（※試合映像＆平本蓮と梅野源治による試合振り返りドキュメンタリー番組）』2022年。
6. ↑  『【番組】RIZIN CONFESSIONS #122（※試合映像＆平本蓮と斎藤裕による試合振り返りドキュメンタリー番組）』2023年。
7. ↑  『【番組】RIZIN CONFESSIONS #142（※番組内で試合映像。平本蓮とYA-MANによる試合振り返りドキュメンタリー番組）』RIZIN公式YouTubeチャンネル、2023年。
8. ↑  『【番組】RIZIN CONFESSIONS #159 / 朝倉未来vs平本蓮（※番組内で試合映像＆平本蓮と朝倉未来による試合振り返りドキュメンタリー番組）』RIZIN公式YouTubeチャンネル、2024年。

#### 映像
1. 1 2  『【番組】榊原社長に呼び出されました 第九回 ゲスト：平本蓮』2020年。2023年10月9日閲覧。
2. ↑  『【密着】Preparation | 平本蓮 / Ren Hiramoto - RIZIN.26』RIZIN公式YouTubeチャンネル、2020年。